# Албер Лебрен
Албер Франсоа Лебрен (фр. Albert François Lebrun; 29. август 1871 — 6. март 1950) био је француски политичар који је обављао функцију председника Француске од 1932. године до 1940. године. Био је последњи председник Треће републике.